# گابریل اونگنه
گابریل اونگنه (انگلیسی: Gabrielle Onguéné؛ زادهٔ ۲۵ فوریهٔ ۱۹۸۹) بازیکن فوتبال اهل کامرون است.

وی همچنین در تیم ملی فوتبال زنان کامرون بازی کرده‌است.